# Schlachtgeschwader 9
Das Schlachtgeschwader 9 war ein Verband der Luftwaffe der Wehrmacht im Zweiten Weltkrieg. Es war mit Schlachtfliegern vom Typ Henschel Hs 129 und Focke-Wulf Fw 190 ausgestattet und führte Luftangriffe mit Bomben und Bordwaffen, unmittelbar zur Unterstützung der Bodentruppen, durch. Das Geschwader war während der gesamten Zeit seines Bestehens im Deutsch-Sowjetischen Krieg eingesetzt. Es wurde am 8. Mai 1945, nach der bedingungslosen Kapitulation der Wehrmacht, aufgelöst.

## Gliederung
Der Gruppenstab der IV. Gruppe führte am 20. Januar 1944 die 10. bis 14. Staffel. Ein Geschwaderstab oder weitere Gruppen existierten zu diesem Zeitpunkt nicht. Jede Staffel führte ein Staffelkapitän und war in vier Schwärme mit je vier Flugzeugen unterteilt. Daraus ergab sich eine Sollstärke der Schlachtfliegergruppe von 64 Flugzeugen in den vier Staffeln und 6 Flugzeugen für die Gruppenstabsstaffel mit dem Gruppenkommandeur. Dies ergab eine Sollstärke von 70 Flugzeugen.
Das Geschwader verfügte am 10. Januar 1945 über die I. und die IV. Gruppe, die wiederum in Staffeln unterteilt waren. Die 1. bis 3. Staffel gehörte der I. Gruppe und die 10., 13. und 14. Staffel der IV. Gruppe an. Jede Staffel führte ein Staffelkapitän und war in vier Schwärme mit je vier Flugzeugen unterteilt. Daraus ergab sich eine Sollstärke bei der I. und IV. Schlachtfliegergruppe von 48 Flugzeugen in den drei Staffeln und 6 Flugzeugen für die Gruppenstabsstaffel mit dem Gruppenkommandeur. Dies ergab bei zwei Schlachtfliegergruppen eine Sollstärke von 108 Flugzeugen.

## Geschichte
Das Schlachtgeschwader 9, zuerst nur mit der am 18. Oktober 1943 aufgestellten IV. Gruppe entstand in Kirowograd, im vom NS-Staat besetzten Teil der Sowjetunion. Unter dem Gruppenstab wurden verschiedene Panzerjagdstaffeln anderer Geschwader zusammengefasst. So war die 10. Staffel die ehemalige 4./Schlachtgeschwader 1, die 11. Staffel die frühere 8./Schlachtgeschwader 1, die 12. Staffel die umbenannte 4./Schlachtgeschwader 2, die 13. Staffel die neuformierte 8./Schlachtgeschwader 2 und die 14. Staffel die frühere Panzerjägerstaffel des Jagdgeschwaders 51.
Alle Staffeln waren mit der Henschel Hs 129B-2 ausgestattet. Dieses zweimotorige Schlachtflugzeug verfügte über 14-Zylinder-Sternmotoren von Gnôme et Rhône mit je 700 PS, die eine Höchstgeschwindigkeit von 407 km/h ermöglichte bei einer mitgeführten Bewaffnung von 2 × 20-mm-Maschinengewehr 151/20, 2 × 7,92-mm-Maschinengewehr 17 und 1 × 30-mm-Maschinenkanone 103. Der Schwerpunkt lag in der Bekämpfung gepanzerter Fahrzeuge und Panzer mit der Maschinenkanone 103.
Da der Bedarf an Panzerjägerstaffeln an der Front während des Deutsch-Sowjetischen Krieges überall groß war, wurden die IV. Gruppe staffelweise an verschiedenen Bereichen der Ostfront aufgeteilt. Verlegungen zu den jeweiligen Brennpunkten der Front waren häufig. So stand die 12. Staffel im Februar im Bereich des Seefliegerführer Schwarzes Meer der Luftflotte 4. Im Juni 1944 waren vier Staffeln des Geschwaders unter dem Kommando der Luftflotte 4 im Bereich der Heeresgruppe Süd, davon die 10. und die 14. Staffel beim I. Fliegerkorps und die 12. und 13. Staffel beim VIII. Fliegerkorps. Die 11. Staffel war zu diesem Zeitpunkt bereits aus dem Gruppenverband ausgeschieden und dem Erprobungskommando 26 zugeteilt worden. Im Frühjahr 1945 focht die IV. Gruppe unter dem Kommando der 18. Fliegerdivision des Luftwaffenkommandos 4.
Im Dezember 1944 erhielt die 12. Staffel die Focke-Wulf Fw 190 in der Schlachtfliegervariante F-8. Diese hatte im Vergleich zur Jagdfliegervariante der A-Serie eine verbesserte Panzerung und ein verstärktes Fahrwerk. Am Rumpf konnten Bomben bis zu 500 kg und zusätzlich mit Hilfe eines Einhängerostes vier 50-kg-Bomben angehängt werden. An den Tragflächen konnten weitere Außenlasten mitgeführt werden. Diese Änderungen wirkten sich auf die Flugleistungen aus. So musste ein Geschwindigkeitsverlust von bis zu 90 km/h, eine Reduzierung der Steigleistung um bis zu 5 m/s sowie eine Verringerung der Dienstgipfelhöhe um etwa 2300 m hingenommen werden. Zudem war die Manövrierfähigkeit mit Bombenlast erheblich eingeschränkt und durch die fest installierten Träger unter Rumpf und Tragflächen musste auch nach Abwurf der Außenlasten noch ein Geschwindigkeitsverlust von 15 bis 30 km/h in Kauf genommen werden.
Am 7. Januar 1945 formierte sich in Eggersdorf die I. Gruppe des Schlachtgeschwaders 9 mit der 1. Staffel aus der 12./Schlachtgeschwader 9, der 2. Staffel aus der 10./Schlachtgeschwader 1 und der 3. Staffel aus der 10./Schlachtgeschwader 3. Ausgestattet mit der Junkers Ju 87 in der G-Version, die zwei modifizierte 3,7-cm-Flak 18 unter ihren Tragflächen mitführte, war ihr Hauptaufgabenfeld ebenfalls die Panzerbekämpfung. Aufgeteilt auf verschiedene Kommandos diente die 1. und die 2. Staffel im März 1945 der 1. Flieger-Division des II. Fliegerkorps. Am 30. April fiel der Gruppenkommandeur der I. Gruppe, Hauptmann Andreas Kuffner, als er im Landeanflug auf den Feldflugplatz bei Sülte von britischen Jägern abgeschossen wurde.

## Gruppenkommandeure
I. Gruppe
- Hauptmann Andreas Kuffner, 7. Januar 1945 bis 30. April 1945 †[7]

IV. Gruppe
- Major Bruno Meyer, 18. Oktober 1943 bis 30. September 1944[8]
- Major Hans-Hermann Steinkamp, 1. Oktober 1944 bis ?[9]
- Major Erich Handschke, ? bis 8. Mi 1945[10]

## Auszeichnungen
Bekannte Träger des Ritterkreuz des Eisernen Kreuzes oder höherer Stufen des Schlachtgeschwaders 9.
| Name                    | Dienstgrad   | Einheit  | Ritterkreuz   |
| ----------------------- | ------------ | -------- | ------------- |
| Oswald, Franz           | Hauptmann    | 13./SG 9 | 24. Okt. 1944 |
| Ruffer, Rudolf-Heinz    | Hauptmann    | 10./SG 9 | 9. Juni 1944  |
| Steinkamp, Hans Hermann | Oberleutnant | 14./SG 9 | 24. Okt. 1944 |